# Novatus Miroshi
Novatus Dismas Miroshi (Tanga, 2 settembre 2002) è un calciatore tanzaniano, difensore del Göztepe e della nazionale tanzaniana.

## Carriera

### Club
Ha iniziato a giocare nelle giovanili del Maccabi Tel Aviv; nel 2021 viene ceduto in prestito al Beitar Tel Aviv Bat Yam, formazione militante nella seconda divisione israeliana.
Il 22 agosto 2022 viene acquistato dallo Zulte Waregem.
Il 1º settembre 2023 viene ceduto in prestito allo Šachtar.

### Nazionale
Ha giocato nella nazionale tanzaniana Under-20.
Il 2 settembre 2021 ha esordito con la nazionale maggiore tanzaniana giocando l'incontro pareggiato 1-1 contro la RD del Congo, valido per le qualificazioni al campionato mondiale di calcio 2022.
Nel 2023 ha partecipato alla Coppa d'Africa.

## Statistiche

### Presenze e reti nei club
Statistiche aggiornate al 1º luglio 2022.
| Stagione        | Squadra                 | Campionato      | Campionato | Campionato | Coppe nazionali | Coppe nazionali | Coppe nazionali | Coppe continentali | Coppe continentali | Coppe continentali | Altre coppe | Altre coppe | Altre coppe | Totale | Totale |
| Stagione        | Squadra                 | Comp            | Pres       | Reti       | Comp            | Pres            | Reti            | Comp               | Pres               | Reti               | Comp        | Pres        | Reti        | Pres   | Reti   |
| --------------- | ----------------------- | --------------- | ---------- | ---------- | --------------- | --------------- | --------------- | ------------------ | ------------------ | ------------------ | ----------- | ----------- | ----------- | ------ | ------ |
| 2021-2022       | Beitar Tel Aviv Bat Yam | LL              | 24         | 1          | CI              | 2               | 0               |                    | -                  | -                  |             | -           | -           | 26     | 1      |
| Totale carriera | Totale carriera         | Totale carriera | 24         | 1          |                 | 2               | 0               |                    | -                  | -                  |             | -           | -           | 26     | 1      |

### Cronologia presenze e reti in nazionale
| Cronologia completa delle presenze e delle reti in nazionale ― Tanzania | Cronologia completa delle presenze e delle reti in nazionale ― Tanzania | Cronologia completa delle presenze e delle reti in nazionale ― Tanzania | Cronologia completa delle presenze e delle reti in nazionale ― Tanzania | Cronologia completa delle presenze e delle reti in nazionale ― Tanzania | Cronologia completa delle presenze e delle reti in nazionale ― Tanzania | Cronologia completa delle presenze e delle reti in nazionale ― Tanzania | Cronologia completa delle presenze e delle reti in nazionale ― Tanzania |
| Data                                                                    | Città                                                                   | In casa                                                                 | Risultato                                                               | Ospiti                                                                  | Competizione                                                            | Reti                                                                    | Note                                                                    |
| ----------------------------------------------------------------------- | ----------------------------------------------------------------------- | ----------------------------------------------------------------------- | ----------------------------------------------------------------------- | ----------------------------------------------------------------------- | ----------------------------------------------------------------------- | ----------------------------------------------------------------------- | ----------------------------------------------------------------------- |
| 2-9-2021                                                                | Lubumbashi                                                              | RD del Congo                                                            | 1 – 1                                                                   | Tanzania                                                                | Qual. Mondiali 2022                                                     | -                                                                       | 57’                                                                     |
| 7-9-2021                                                                | Dar es Salaam                                                           | Tanzania                                                                | 3 – 2                                                                   | Madagascar                                                              | Qual. Mondiali 2022                                                     | 1                                                                       | 69’                                                                     |
| 7-10-2021                                                               | Dar es Salaam                                                           | Tanzania                                                                | 0 – 1                                                                   | Benin                                                                   | Qual. Mondiali 2022                                                     | -                                                                       | 45’                                                                     |
| 10-10-2021                                                              | Cotonou                                                                 | Benin                                                                   | 0 – 1                                                                   | Tanzania                                                                | Qual. Mondiali 2022                                                     | -                                                                       | 27’                                                                     |
| 11-11-2021                                                              | Dar es Salaam                                                           | Tanzania                                                                | 0 – 3                                                                   | RD del Congo                                                            | Qual. Mondiali 2022                                                     | -                                                                       | 45’                                                                     |
| 14-11-2021                                                              | Antananarivo                                                            | Madagascar                                                              | 1 – 1                                                                   | Tanzania                                                                | Qual. Mondiali 2022                                                     | -                                                                       | 30’                                                                     |
| 23-3-2022                                                               | Dar es Salaam                                                           | Tanzania                                                                | 3 – 1                                                                   | Rep. Centrafricana                                                      | Amichevole                                                              | 1                                                                       | 74’                                                                     |
| 29-3-2022                                                               | Dar es Salaam                                                           | Tanzania                                                                | 1 – 1                                                                   | Sudan                                                                   | Amichevole                                                              | -                                                                       |                                                                         |
| 4-6-2022                                                                | Cotonou                                                                 | Niger                                                                   | 1 – 1                                                                   | Tanzania                                                                | Qual. Coppa d'Africa 2023                                               | -                                                                       |                                                                         |
| 8-6-2022                                                                | Dar es Salaam                                                           | Tanzania                                                                | 0 – 2                                                                   | Algeria                                                                 | Qual. Coppa d'Africa 2023                                               | -                                                                       | 55’ 82’                                                                 |
| 24-3-2023                                                               | Ismailia                                                                | Uganda                                                                  | 0 – 1                                                                   | Tanzania                                                                | Qual. Coppa d'Africa 2023                                               | -                                                                       |                                                                         |
| 28-3-2023                                                               | Dar es Salaam                                                           | Tanzania                                                                | 0 – 1                                                                   | Uganda                                                                  | Qual. Coppa d'Africa 2023                                               | -                                                                       |                                                                         |
| 18-6-2023                                                               | Dar es Salaam                                                           | Tanzania                                                                | 1 – 0                                                                   | Niger                                                                   | Qual. Coppa d'Africa 2023                                               | -                                                                       |                                                                         |
| 7-9-2023                                                                | Annaba                                                                  | Algeria                                                                 | 0 – 0                                                                   | Tanzania                                                                | Qual. Coppa d'Africa 2023                                               | -                                                                       |                                                                         |
| 17-1-2024                                                               | San-Pédro                                                               | Marocco                                                                 | 3 – 0                                                                   | Tanzania                                                                | Coppa d'Africa 2023 - 1º turno                                          | -                                                                       | 31’, 70’                                                                |
| 24-1-2024                                                               | Korhogo                                                                 | Tanzania                                                                | 0 – 0                                                                   | RD del Congo                                                            | Coppa d'Africa 2023 - 1º turno                                          | -                                                                       |                                                                         |
| 22-3-2024                                                               | Baku                                                                    | Tanzania                                                                | 0 – 1                                                                   | Bulgaria                                                                | Amichevole                                                              | -                                                                       |                                                                         |
| Totale                                                                  |                                                                         | Presenze                                                                | 17                                                                      |                                                                         | Reti                                                                    | 2                                                                       |                                                                         |

## Palmarès

### Club

#### Competizioni nazionali
- Campionato ucraino: 1

Šachtar: 2023-2024
- Coppa d'Ucraina: 1

Šachtar: 2023-2024